# Arsen Harutiunian (zapaśnik)
 Arsen Harutiunian (orm. Արսեն Հարությունյան; ur. 22 listopada 1999) – ormiański zapaśnik walczący w stylu wolnym. Dwukrotny olimpijczyk. Zajął siódme miejsce w Paryżu 2024 w kategorii do 57 kg i trzynaste w Tokio 2020 w tej samej wadze
Brązowy medalista mistrzostw świata w 2021, 2022 i 2023. Mistrz Europy w 2019, 2022, 2023 i 2024; drugi w 2025; trzeci w 2020. Drugi w indywidualnym Pucharze Świata w 2020. 
Mistrz świata U-23 w 2021 i 2022. Trzeci na MŚ juniorów w 2017 i 2018. Mistrz Europy juniorów w 2018; trzeci w 2017. Mistrz Europy kadetów w 2015 roku.